# Nova Hreblea, Volociîsk
Nova Hreblea (în ucraineană Нова Гребля) este localitatea de reședință a comunei Nova Hreblea din raionul Volociîsk, regiunea Hmelnîțkîi, Ucraina.

## Demografie
Componența lingvistică a localității Nova Hreblea
     Ucraineană (98,35%)
     Rusă (1,65%)
Conform recensământului din 2001, majoritatea populației localității Nova Hreblea era vorbitoare de ucraineană (98,35%), existând în minoritate și vorbitori de rusă (1,65%).